# Лазаревка (платформа)
Ла́заревка (бывш. фин. Liimatta) — остановочный пункт на 124,2 км перегона Верхнечеркасово — Выборг Выборгского направления и 164,85 перегона Блокпост 160 км — Выборг Приморского направления Октябрьской железной дороги.

## Описание
Располагается на границе Петербургского и Промышленного микрорайонов города Выборг Ленинградской области, на территории станции Выборг. Имеются две платформы: островная высокая (на Санкт-Петербург)и боковая низкая (на Приморск). Третья, боковая, платформа (на Вещево) утрачена.
В южной части остановочного пункта расходятся две железнодорожные линии: на Санкт-Петербург и на Зеленогорск через Приморск. Ранее (до 2009 года)
действовала ветка на Вещево, в настоящее время разобранная.
 Линия на Санкт-Петербург электрифицирована в 1969 году в составе участка Кирилловское — Выборг.

## Название
У финнов станция называлась Лиматта (Liimatta).
Сейчас названа в честь героя Великой Отечественной войны В. П. Лазарева, погибшего 20 июня 1944 года в боях за Выборг, однако во многих документах, картах, схемах и расписаниях, включая официальный сайт РЖД, остановочный пункт значится как Лазоревка . Дело дошло до разночтений на платформенных табличках.

## Пригородное сообщение
По состоянию на 2019 год через платформу Приморского направления проходят:
- 1 утренняя пара рельсовых автобусов РА2 по маршруту Выборг — Зеленогорск — Выборг
- 1 вечерняя пара рельсовых автобусов РА2 по маршруту Выборг — Санкт-Петербург — Выборг (с 13 октября 2014 года — со встречным разъездом по станции Приветненское).

У высокой платформы Выборгского направления останавливаются все электропоезда сообщением Санкт-Петербург — Выборг, кроме скоростных.

## Галерея

Платформа Лазаревка
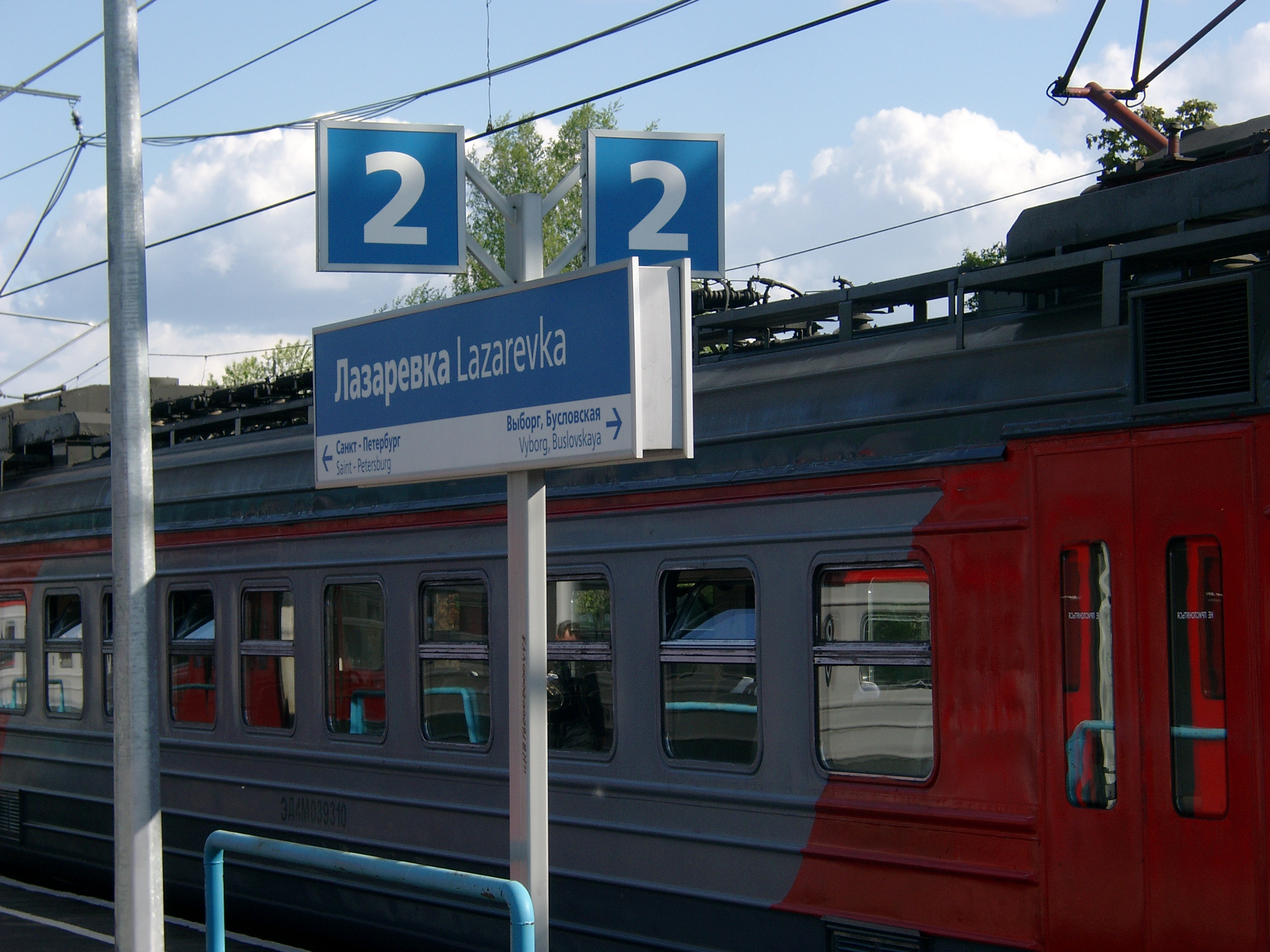
Табличка.
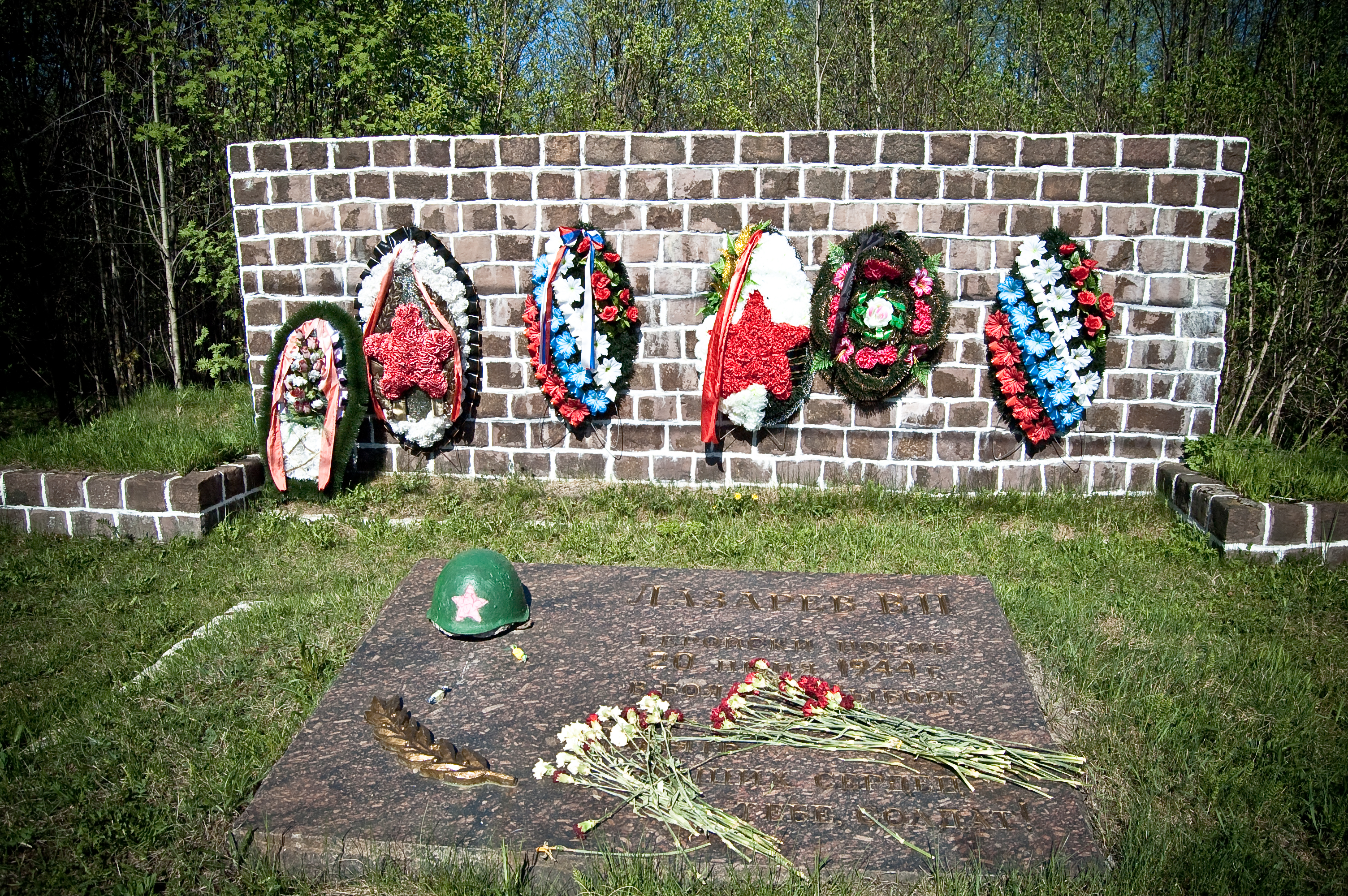
Мемориал памяти В.П. Лазарева.
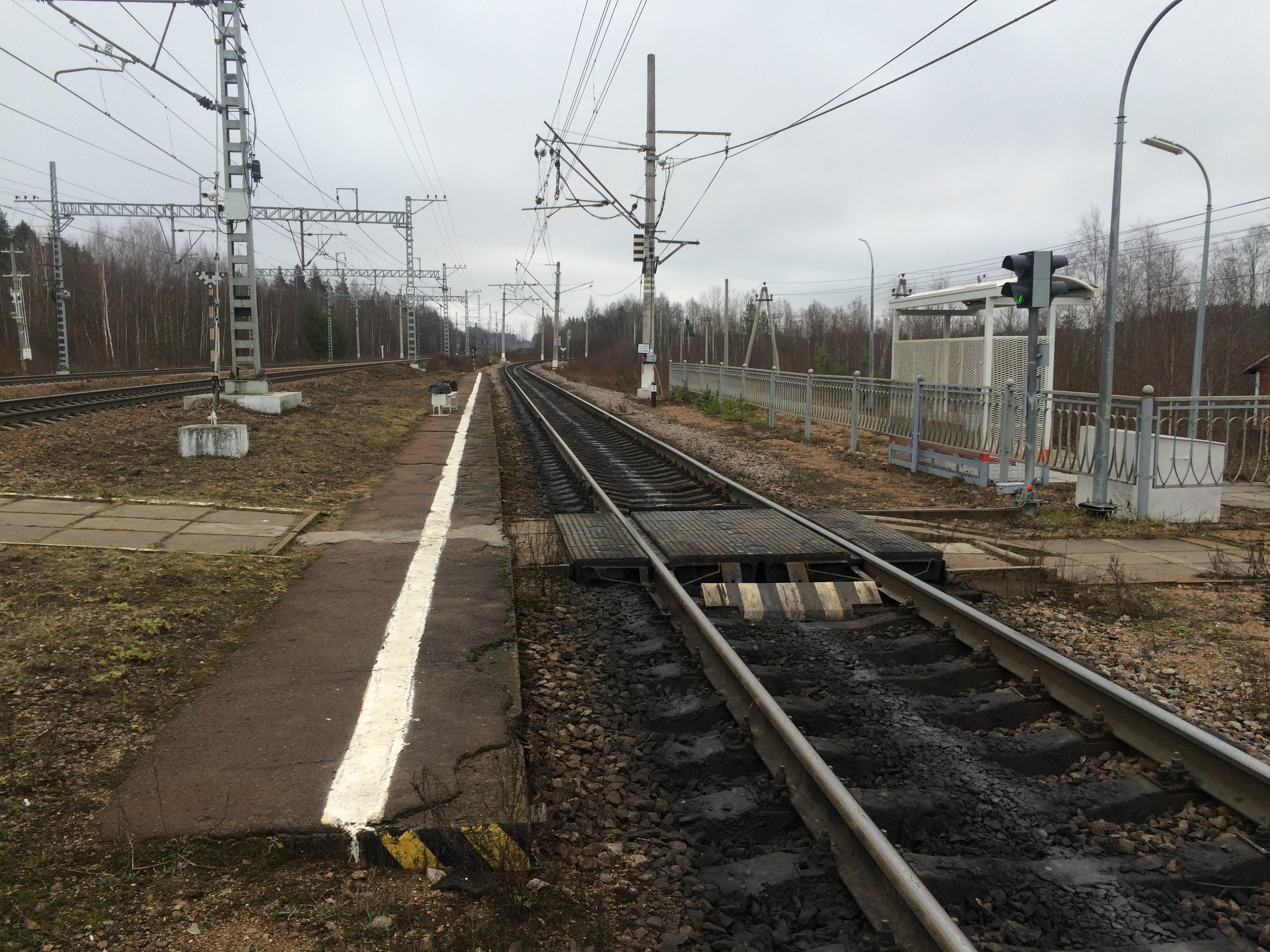
Низкая платформа. Вид в сторону ст. Верхнечеркасово и блокпоста 160 км.
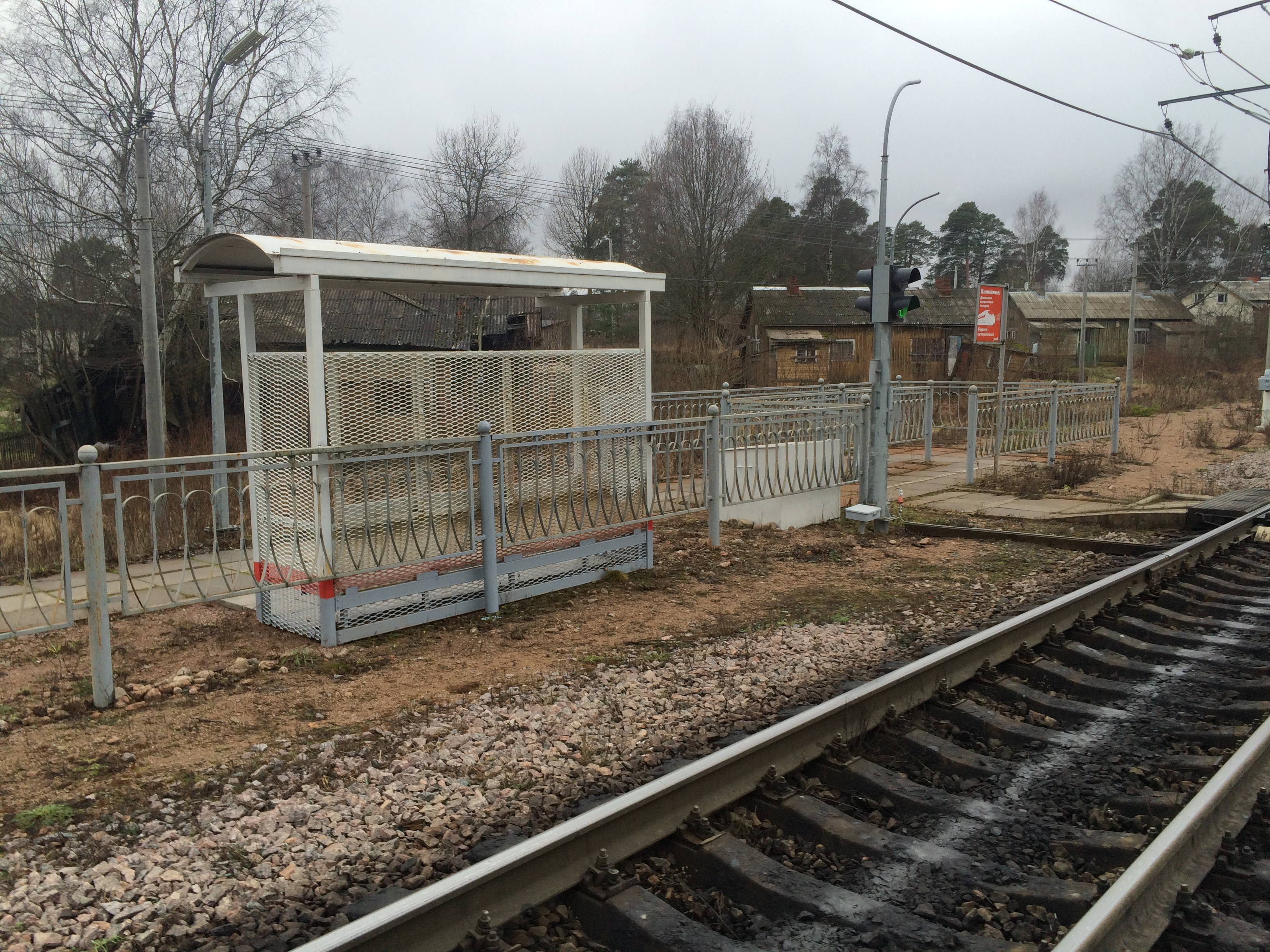
Пассажирский павильон.
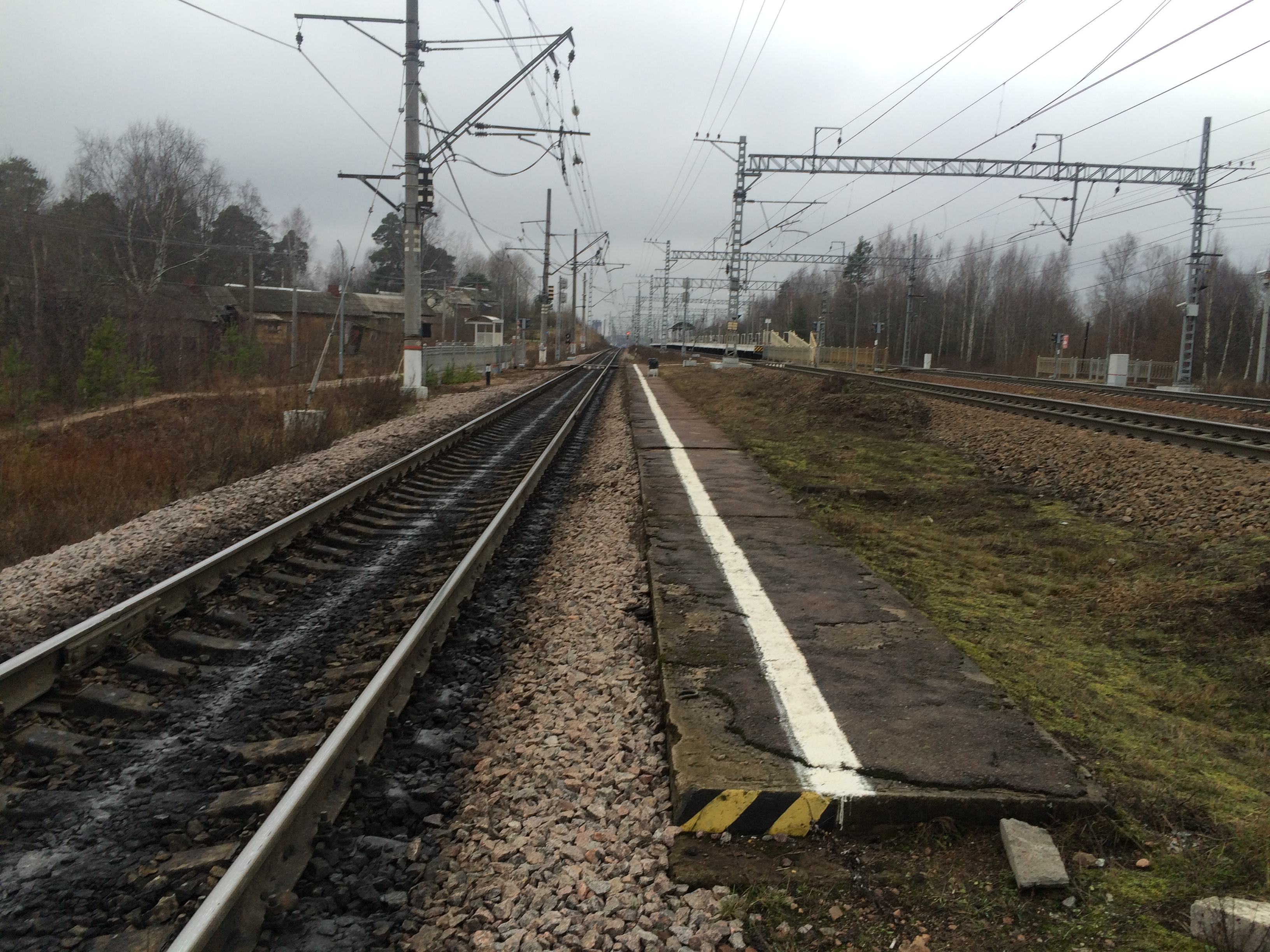
Низкая платформа. Вид в сторону ст. Выборг.
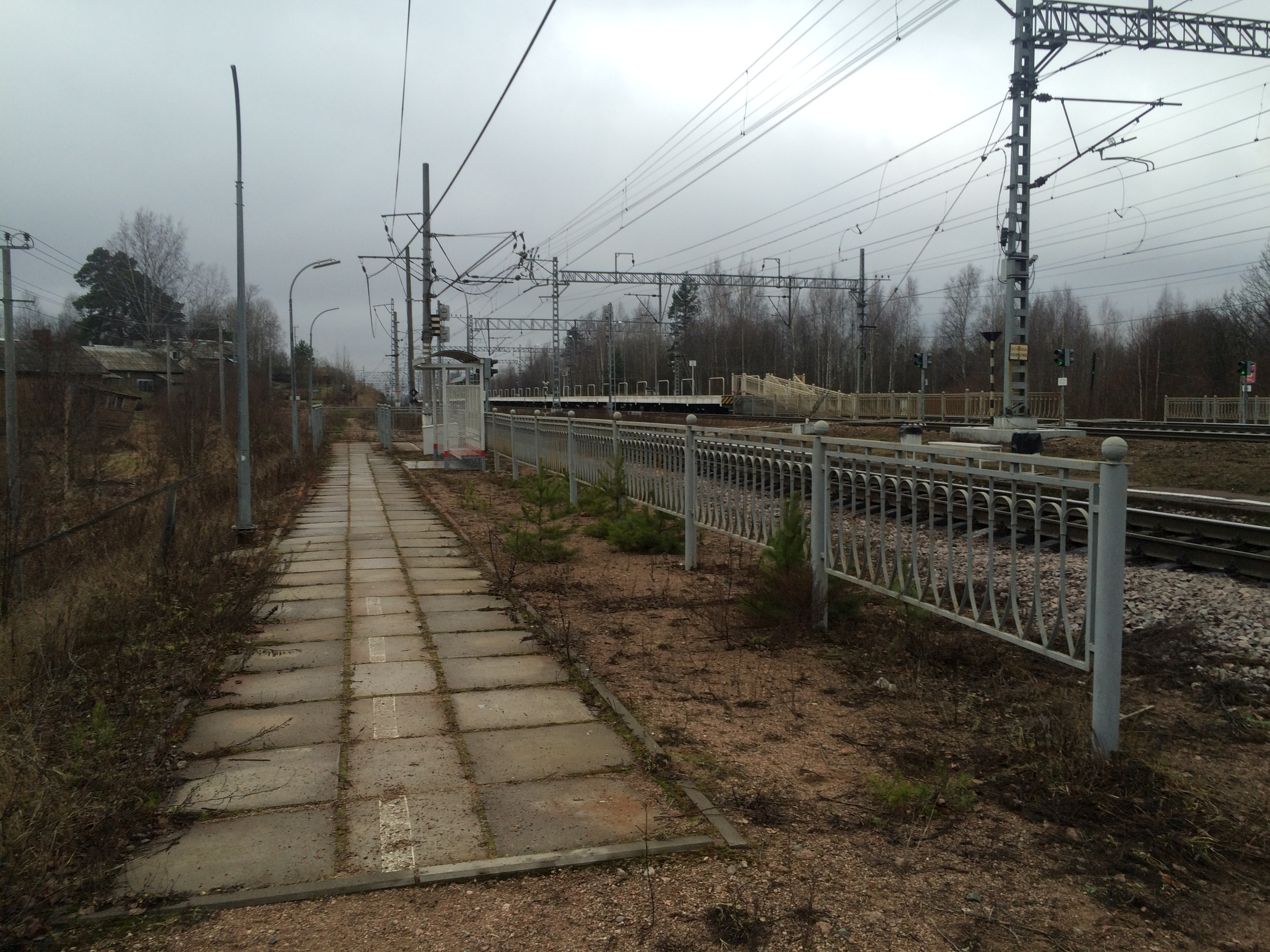
Вид в сторону ст. Выборг.
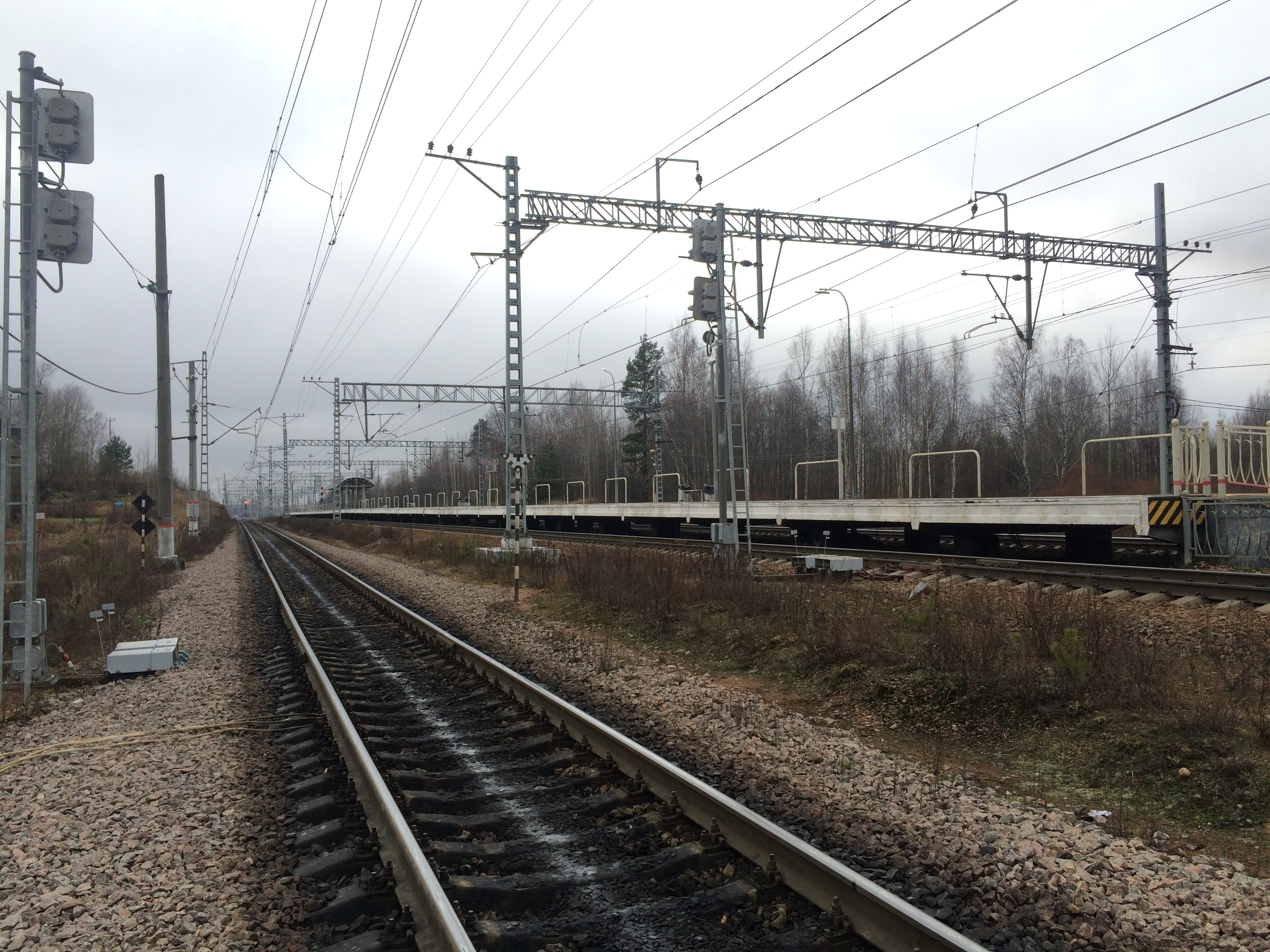
Высокая платформа. Вид в сторону ст. Выборг.
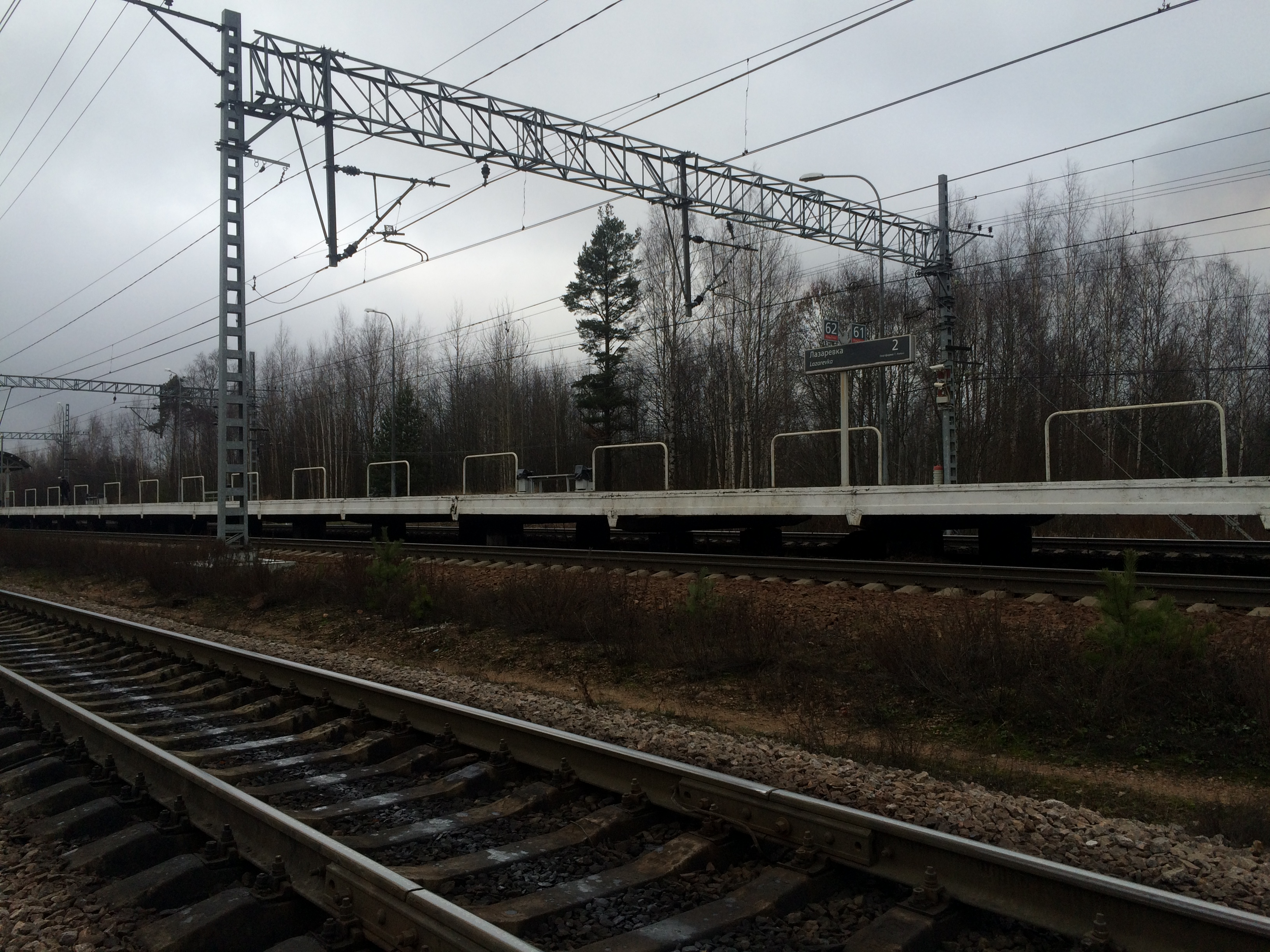
Высокая платформа.